# Movimentação de material
A movimentação de material, ou transporte/tráfego interno, tem como objetivo a reposição de matérias-primas nas linhas ou células de produção de uma fábrica, bem como transportar o material em processamento, quando este processamento implica a realização de operações que são desempenhadas em postos de trabalho diferentes (Russomano, 1976, p. 191), transporte este que é, habitualmente, efetuado por operários semi qualificados, sob as ordens do movimentador, que é quem lhes transmite o que vai ser transportado, de onde e para onde vai ser transportado (Russomano, 1976, p. 195). A movimentação de material tem também como função a emissão de guias de remessa que deverá ser entregue ao fiel de armazém, juntamente com os produtos acabados (Russomano, 1976, p. 193).                     
A movimentação de material não se limita apenas a movimentar, encaixotar e armazenar como também executa essas funções tendo em conta o tempo e espaço disponíveis. As atividades de apoio à produção, grupagem e todas as outras atividades não devem ser vistas como um número isolado e independente de procedimentos, devendo ser integradas num sistema de atividades de modo a maximizar a produtividade total de uma instalação ou armazém. 
Além da movimentação de material ter em conta o tempo, o espaço, e a abordagem de sistemas, deve também ter em conta outro aspecto, o ser humano. Quer seja uma operação simples, que envolva a movimentação de poucos materiais, que seja uma operação complexa que envolva um sistema automatizado, as pessoas fazem sempre parte da movimentação de material . Um outro aspecto muito importante a ter em conta na movimentação de material é o balanço económico. A entrega de componentes e produtos no tempo certo e no sítio certo torna-se importante se os custos forem aceitáveis, de modo a que a empresa tenha lucro. A combinação de todos estes aspectos traduz-se numa definição mais completa da movimentação de material : A movimentação de material é um sistema ou a combinação de métodos, instalações, trabalho, equipamento para transporte, embalagem e armazenagem para corresponder a objetivos específicos (Kulwiec, 1985, p. 4).

## Movimentação de material
As operações logísticas começam com o carregamento inicial de materiais ou componentes de um fornecedor e terminam quando um produto  processado é entregue ao consumidor final (Bowersox, 1996, p. 34).

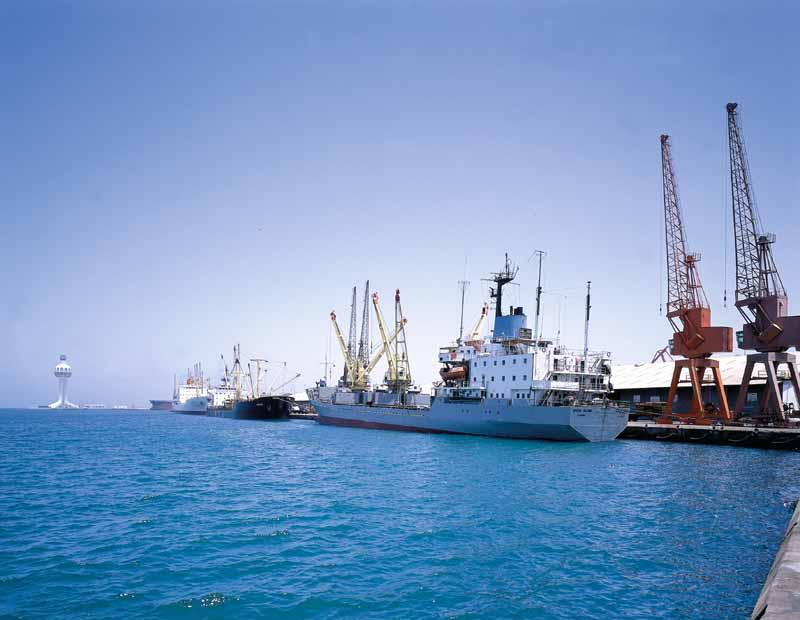
Figura 1 - Carregamento de um navio, porto de Jeddah, Arábia Saudita

Desde a compra inicial dos materiais ou componentes aos fornecedores os processos logísticos envolvidos acrescentam valor ao movimentarem os materiais quando e onde é necessário.
Se tudo correr bem, um material, ou componente, ganha valor em cada passo da sua transformação até se tornar um produto final, ou seja, é acrescentado valor a um componente individual sempre que este é incorporado numa máquina, o que fará também com que a máquina tenha maior valor quando for entregue ao comprador final.
Para que este processo de produção possa existir, é necessário que os materiais em processamento sejam transportados ao longo da linha de montagem.
O custo de cada componente e do seu transporte tornam-se parte do processo de valor acrescentado. O acrescento de valor final ocorre quando se dá a transferência dos produtos para o consumidor final, quando e para onde este especifica.

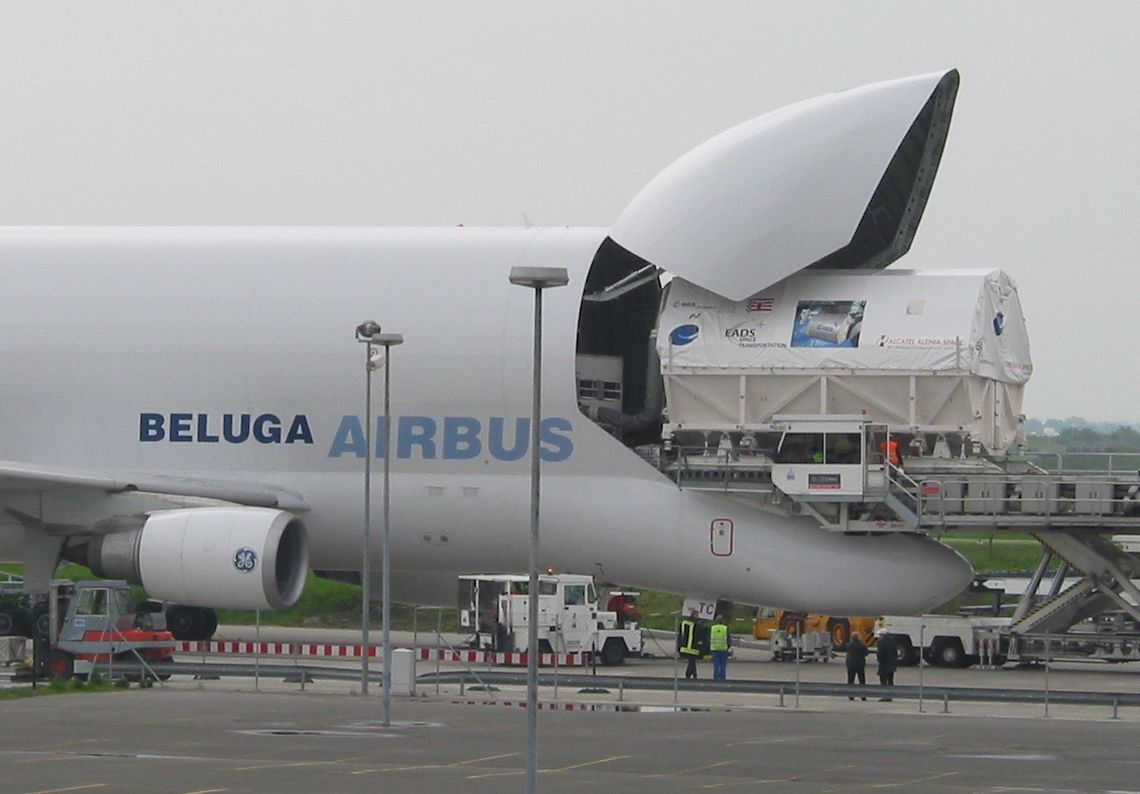
Figura 2 - Carregamento de um Airbus-Beluga, aeroporto de Bremen

Para um grande produtor, as operações logísticas podem consistir em milhares de movimentações dos material , as quais terminam com a entrega dos produtos a um consumidor industrial,  retalhista, negociante, ou outro cliente. No caso de um grande retalhista, as operações logísticas têm início na procura dos produtos para revenda, terminando quando estes produtos são levados ou entregues aos seus clientes.
Independentemente do tamanho ou do tipo de empresa, ou negócio, a logística é fundamental e exige uma atenção contínua na sua gestão (Bowersox, 1996, p. 35). Para melhor se compreender a importância dos processos logísticos ajuda dividi-los em três áreas: distribuição física, apoio da produção, e procura.

### Procura
A área da procura preocupa-se em encontrar e fazer com que exista uma entrada de materiais, componentes e/ou produtos acabados dos fornecedores para as linhas de montagem, armazéns ou lojas de retalho.
A procura tem como função verificar a disponibilidade dos materiais quando e onde são necessários (Bowersox, 1996, p. 36).

### Apoio da Produção
O apoio da produção é a área que gere os produtos em fabricação e a sua movimentação entre os vários estágios de produção. A principal preocupação logística na produção não é “como” ocorre a produção, mas sim “o que”, ”quando” e “onde” vai ocorrer a produção (Bowersox, 1996, p. 35).
O apoio da produção envolve movimentações dos produtos que estão sob o controlo do produtor/fabricante.

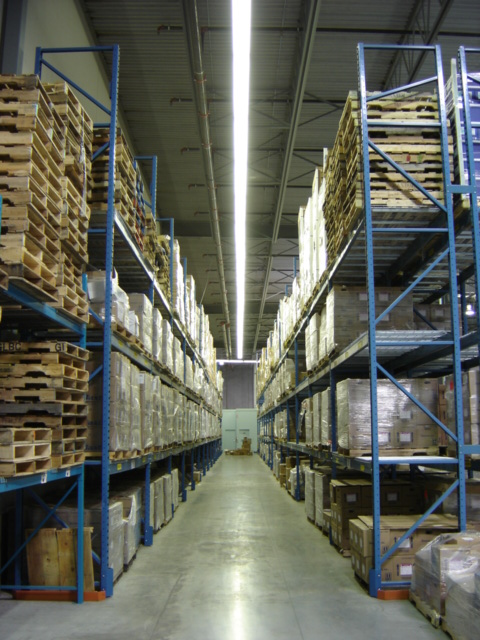
Figura 3 - Armazém

### Distribuição Física
«A distribuição física tem carácter eminentemente operacional» (Carvalho, 1993, p. 17).
A distribuição física tem como principal função o transporte dos produtos acabados para os clientes, que são o destinatário final. A disponibilidade de produtos é um ponto fulcral. Se um conjunto de produtos não for entregue “quando” e “onde” for necessário, uma grande oportunidade de negócio pode ser desperdiçada (Bowersox, 1996, p. 35).
É através do processo de distribuição física que o tempo e espaço exigidos pelo cliente se tornam uma parte integrante do processo de marketing.
A distribuição física liga um canal entre o marketing e o cliente.
De forma a dar apoio à enorme variedade de sistemas de marketing que existam numa nação altamente comercializada são utilizados diferentes tipos de distribuições físicas. Porém, todos esses tipos de distribuições físicas têm uma função em comum: eles ligam os produtores, armazenistas e retalhistas em canais que fornecem informação acerca da disponibilidade de produtos, como um aspecto integral da totalidade do processo de marketing.
Dentro de uma empresa, as três áreas da logística sobrepõem-se. Analisar cada uma das partes como parte integral do processo global de acrescentar valor cria a oportunidade para capitalizar os atributos únicos de cada uma das três áreas, ao mesmo tempo que facilita o processo global (Bowersox, 1996, p. 36).
A combinação das três áreas permite fazer uma gestão integrada dos materiais, produtos semi-acabados, movimentação dos material entre diferentes localizações, recursos e clientes da empresa, ou seja, a logística preocupa-se com a gestão estratégica de todas as movimentações e armazenagens.
«A movimentação de material ,...origina custos importantes no retalho de bens de consumo, pela necessidade de arrumação e manuseamento dos diversos itens no espaço comercial e é de extrema relevância para o modelo de custos/proveitos, D.P.P,...» (Carvalho, 1993, p. 22).
Existem também tarefas efectuadas pela movimentação, embora menos frequentemente, como  a limpeza dos materiais a serem transportados, ou a sua separação dos resíduos de produção. No entanto, estas tarefas são típicas da produção, não se justificando a sua realização pela movimentação de material (Russomano, 1976, p. 193).

## Gestão de material
A movimentação de material é um sistema de actividades de movimentação interligadas. A função da movimentação de material é parte de um grande sistema de uma instalação ou de funções incorporadas. Em algumas empresas, este sistema foi, formalmente, chamado de gestão dos materiais (Kulwiec, 1985, p. 8).
A gestão dos materiais coordena e dirige todas as actividades relacionadas com o controlo de materiais. 
Essas actividades são:
- Compra
- Movimentação de material
- Embalagem

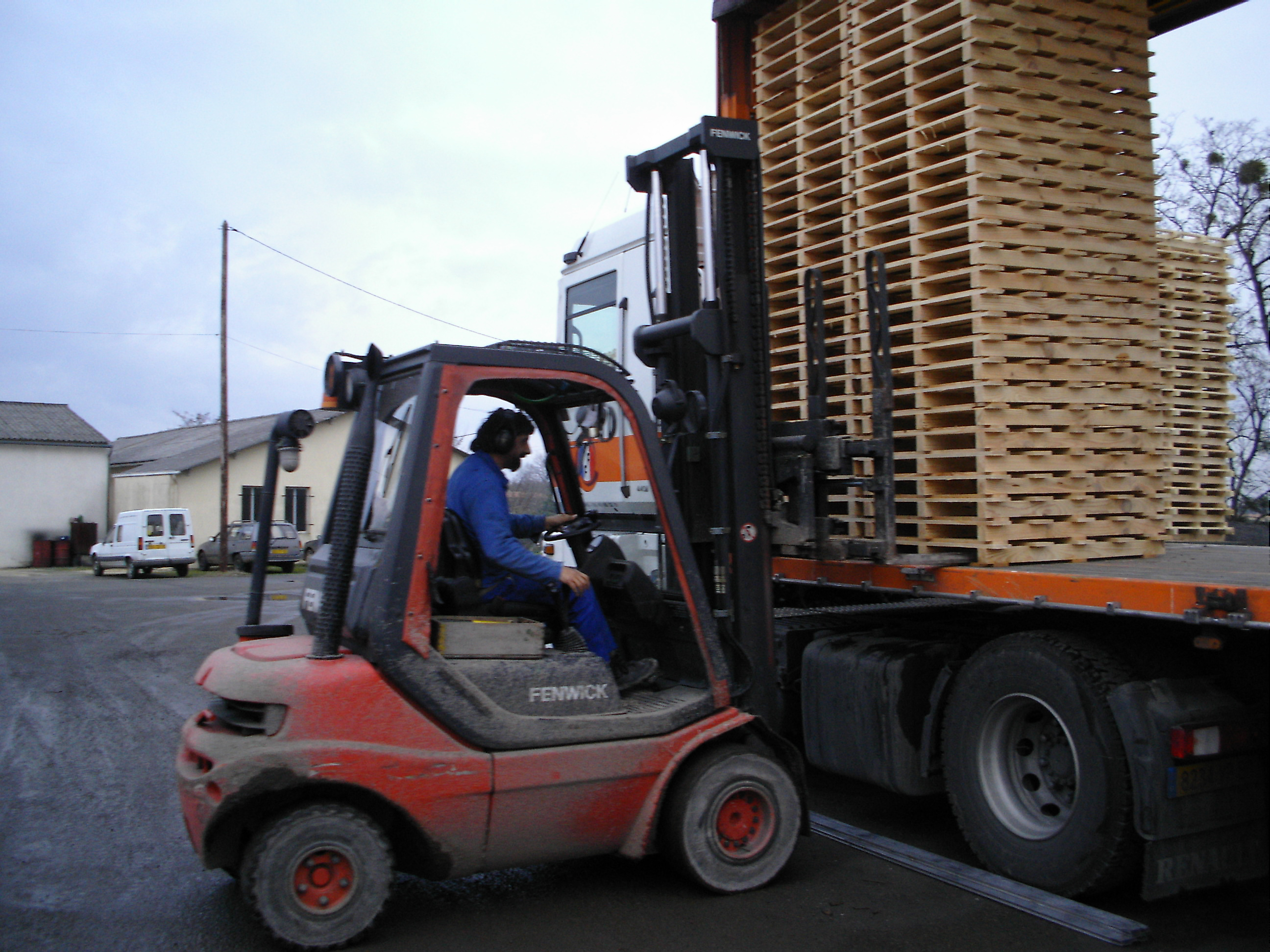
Figura 4 - Empilhador a descarregar materiais

- Produção e controlo das existências
- Recepção e expedição
- Distribuição
- Transporte

As ferramentas, ou metodologias, para uma gestão directa dos materiais são as MRP (Material Requirements Planning) e MRP II. 
A movimentação de matérias-primas e produtos pode, por vezes, ser uma tarefa que implica cuidados acrescidos (Russomano, 1976, p. 195), devido à fragilidade, dimensão ou peso do objecto a transportar, devendo, para isso, existirem caixas ou outras embalagens adequadas para que essa movimentação ocorra sem danos.

## Sistemas na movimentação de material

### Conceito
Um sistema de movimentação de material pode englobar toda uma instalação e, em alguns casos, até mesmo as instalações dos fornecedores e dos clientes (Kulwiec, 1985, p. 4).
Scanners e outros aparelhos de controlo permitem ter acesso a informações acerca do estado dos equipamentos e materiais envolvidos numa dada operação, ou de toda a fabrica, em tempo real.
A ligação entre a movimentação de material e aparelhos de controlo e computadores permite atingir níveis de produtividade que eram impensáveis anteriormente, bem como tornou possível automatizar fábricas e armazéns.
A movimentação de material deve ter dois fluxos paralelos, independentemente do tamanho ou complexidade: o fluxo físico de materiais e o correspondente fluxo de informação (Kulwiec, 1985, p. 5).
O fluxo de informação fornece as bases para que se possa controlar a operação, tais como saber o porquê de um componente estar a passar por um  dado ponto, numa dada altura, para onde vai e o que vai ser feito a seguir, de modo a que os objectivos da operação sejam realizados.
O controlo do sistema pode ser manual, mecanizado, ou automático.

### Benefícios
- Melhor adaptação para controlar
- Melhor coordenação com fornecedores e clientes
- Fluxo contínuo de materiais e informação
- Menos atrasos entre operações e departamentos
- Níveis de utilização de equipamento superiores
- Calendarização melhorada
- Menos produtos estragados
- Menos custos de trabalho
- Retorno óptimo do investimento
- Redução de existências
- Redução dos espaços necessários
- Procedimentos de trabalho mais sistemáticos e seguros

## Avaliação e justificação de projetos de movimentação de material

### Planejamento e orçamento

#### Factores de orçamento
Orçamento é o processo de análise e determinação do equilíbrio de um conjunto de projectos de modo a que consumam pouco capital(Cullinane, 1985, p. 80).
A movimentação de material exige gastos  de capital tornando-se, por isso, parte do orçamento.

#### Inclusão do projeto num orçamento
O capital é um recurso escasso, e existem mais oportunidades onde o gastar do que o capital disponível, tornando-se então importante decidir qual, de entre muitos projectos, deve ser incluido no orçamento, numa dada altura.
Geralmente, uma dada quantidade de input é requisitada pelos vários focos de uma fábrica, fazendo-se a sua acumulação por divisões, e são, posteriormente, inseridos no orçamento geral da empresa. Alguns orçamentos são provenientes de projecções grosseiras, com pouca determinação formal de projectos, e por vezes são efectuadas extrapolações de tendências de gastos de capital anteriores, o que pode ser um processo pouco correcto e fiável.       

#### Aplicação do orçamento
Um orçamento de capital não é uma aprovação para gastar capital, mas sim um plano (Cullinane, 1985, p. 81).
Muitas empresas exigem a emissão de «pedidos de autorização» para gastar os fundos da empresa, o que, normalmente, requer uma análise e avaliação económica formal, a qual é utilizada pelos oficiais de contas na tomada de decisões, bem como outros factores, tais como as tendências de negócio e a disponibilidade de capital.

### Necessidades da movimentação de material

#### Necessidades gerais
Praticamente todas as actividades de produção têm incorporada a movimentação de material .
A movimentação de material tem impacto na produção em, pelo menos, cinco pontos:
- Custo de produção de um produto
- Segurança e saúde dos trabalhadores
- Estragos causados nos produtos
- Quantidade de materiais perdidos ou roubados
- Nível de produtos em processamento

Os custos da movimentação de material correspondem entre 15 e 50% do custo de produção de um produto. 
Estudos privados e de agências governamentais mostram também que uma grande percentagem dos acidentes registados acontecem durante actividade de movimentação de material, sendo o mau planeamento ou a realização incorrecta das actividades muitas vezes as principais razões da ocorrências de algumas dessas lesões ou acidentes.
Os acidentes de trabalho causam, necessariamente, um aumento dos custos de produção.

#### Identificação do projeto
A identificação do projeto nem sempre é uma tarefa fácil, sendo muito importante identificar correctamente os problemas (Cullinane, 1985, p. 82).
Sem uma descrição correta do problema, o analista corre o risco de investir tempo e capital para resolver o problema errado.

## Necessidades do desenvolvimento da movimentação de material

### Avaliação
A avaliação das necessidades do desenvolvimento da movimentação de material é limitada ao foco do seu volume, nomeadamente o design e análise de sistemas de produção integrada. Como tal, somente os «buracos» tecnológicos da movimentação de material que afetam o design dos sistemas de produção integrada são identificadas (Compton, 1988, p. 57 - 58).                             
As necessidades do desenvolvimento dividem-se em três categorias: necessidades do projeto de sistemas de movimentação de material; necessidades da interface da movimentação de material; necessidades de hardware e software de movimentação de material.

#### Necessidades do projeto de sistemas de movimentação de material
- Estações de trabalho de engenharia para projetar os sistemas de movimentação de material
- Sistemas especializados de desenho de subsistemas de movimentação de material
- Preprocessors para a criação de programas de simulação de projetos de sistemas de movimentação de material
- Preprocessors para a criação de projetos de sistemas «optimos» de controlo para programas de simulação
- Aumento da compreensão das características da performance das tecnologias de movimentação e armazenagem de material
- Modelos de desempenho e combinações de tecnologias de movimentação de material
- Método para determinar a facilidade ou dificuldade de mover, armazenar e controlar um produto ou componente
- Regras de decisão para manter versus repor a orientação física de componentes
- Sistemas de suporte de decisão para apoiar o projetista na decisão do tamanho e da localização dos pontos de armazenagem e do tamanho das cargas unitárias a serem movidas entre estações de trabalho
- Criadores de redes para a variedade de alternativas de movimentação de material, sincronizadas e não sincronizadas.

#### Necessidades de interface
- Inclusão da ponderação da movimentação de material nos sistemas de apoio de decisão utilizados na projeção de produtos e processos
- Inclusão da ponderação da movimentação de material nas formulações de modelos de sistemas de produção
- Integração do controlo da distribuição da movimentação de material com sistemas de controlo do shop-floor
- Sistemas de controlo de supervisão humana para sistemas, distribuídos e automatizados, de movimentação de material

Ver também: Sistema de informação, Sistema de informação de gestão e Logística da informação

#### Necessidades dehardwareesoftwarede movimentação de material
- Sistemas automáticos de movimentação de material que recuperem automaticamente de rupturas significativas
- Equipamento de movimentação de material flexível e modular, para movimentar e armazenar uma variedade de componentes e produtos
- Tecnologias de identificação direta
- Sistemas de armazenagem para componentes
- Veículos guiados path-free
- Interface normalizada de contentores e hardware

## Movimentação de material e a segurança
Segundo estudos industriais, mais de vinte por cento dos acidentes industriais relatados correspondem a actividades de movimentação. Tais acidentes envolvem a elevação de material  e esforços manuais relacionados com a elevação (Kulwiec, 1985, p. 7).
A principal razão pela qual devem existir sistemas de segurança é para assegurar o bem-estar dos trabalhadores.
Normalmente, a lesão de um trabalhador não afecta somente a sua produção, podendo causar atrasos noutros operadores.
O uso impróprio de certos tipos de equipamentos de movimentação provocam lesões nos trabalhadores (Cullinane, 1985, p. 81).

## Movimentação de material e a produtividade
A movimentação de material tem vindo, cada vez mais, a ser reconhecida como uma ferramenta para o melhoramento da produtividade (Kulwiec, 1985, p. 6).
A medição da produtividade é efetuada com base no indicador entre as saídas (output) e as entradas (input).
O indicador pode ser expresso de várias maneiras, tais como:
- Número de cargas estragadas pelo número total de cargas
- Produtos armazenados por metro quadrado

## Movimentação de material e configuração de instalações
A movimentação de material implica que sejam projetados corredores com espaço suficiente para que a movimentação das matérias-primas, produtos em processamento ou produtos acabados, não interfira com os processos de fabrico e cause atrasos na produção ou engarrafamentos dentro da fábrica ou armazém em causa (Casadevante Y Mújica, 1974, p. 75).
A quantidade, tipo e forma, ou configuração, do espaço influenciam a escolha dos equipamentos de movimentação de material (Muther, 1985, p. 20).
A movimentação transporta físicamente, os produtos de onde são produzidos para onde são requisitados. Esta movimentação acrescenta valor aos produtos (Lambert, 1998, p. 217)

## Material unitário e a granel
Existem duas amplas categorias de material: unitário e granel (Kulwiec, 1985, p. 6)

### Unidade
As unidades são elementos separados, de vários tamanhos, desde parafusos e porcas, a carcaças de carros ou asas de aviões, que são caracterizados pelo facto de poderem ser distinguidos como entidades separadas.
A carga unitária deve ser transportada no máximo e mais eficiente tamanho possível, através de meios mecanicos, para reduzir o número de movimentos necessários para uma dada quantidade de material (Bagadia, 1985, p. 104).
Alguns exemplos de cargas unitárias são (Kulwiec, 1985, p. 104):
- Plataforma
  - «Skid» (em inglês)
  - Palete
  - Contentor-palete
- Folha
- Rack
- Contentor
- Self-contained unit load
  - «Stretch wrapping» (em inglês)
  - «Shrink wrapping» (em inglês)
  - «Strapping» (em inglês)
- Movimentação sem palete

Alguns exemplos de equipamentos de transporte unitário (Kulwiec, 1985, p. 6):

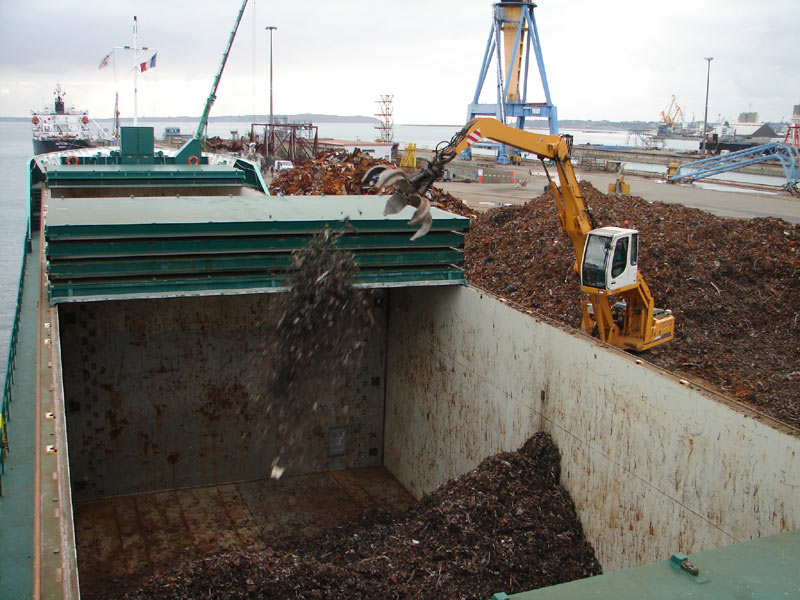
Figura 5 - Um mini-cargueiro a ser carregado em Brest, França.

- Empilhadores
- Tapetes rolantes
- Estantes de armazenagem
- Guindastes e hoists suspensos

### Granel

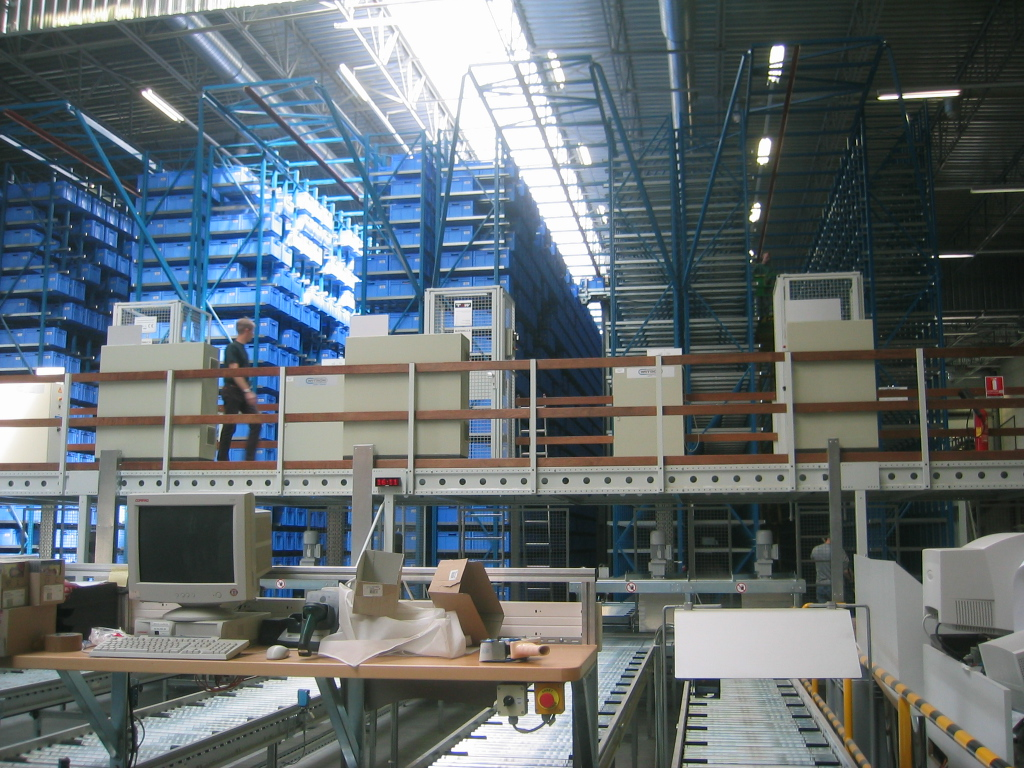
Figura 6 - Mercadorias empilhadas em paletes nas instalações da empresa americana Nexus Distribution.

Os materiais a granel são armazenados e movimentados, muitas vezes em contentores, não embalados. Pós, granulados, cereais, resinas, carvão, fertilizantes, enxofre e sal são alguns exemplos de material a granel. A movimentação de material a granel é caracterizada por operações de fluxo contínuo, envolvendo material numa forma agregada. Muitas vezes, este fluxo adquire características muito semelhantes às dos fluídos.
Alguns exemplos de equipamentos de transporte a granel:
- Caixas, ou cestos
- Silos
- «Hoppers» (em inglês)
- Dispositivos de descarga
- Tapetes rolantes
- Alimentadores
- Flow-aid devices

## Classificação de equipamentos de movimentação de material
As informações que se seguem são baseadas no (Tompkins, 1996). A lista abaixo é, ainda, muito incompleta.
(Machado, 2006).      

### Equipamento de contentorização eunitizing

#### Contentores
- Paletes
- Contentor-palete
- Skids e skid boxes
- Tote pans
- Part holder
- Tambores / barrís

#### Unitizers
- Stretch wrap
- Paletizadoras

### Equipamento de movimentação de material

#### Conveyors
- «Chute» (em inglês) conveyors
- «Belt conveyor» (em inglês)
  - Flat belt conveyor
  - Telescoping belt conveyor
  - Troughed belt conveyor
  - Magnetic belt conveyor
- Roller conveyor
- Wheel conveyor
- Slat conveyor
- «Chain conveyor» (em inglês)
- Tow line conveyor
- Trolley conveyor
- Power e free conveyor
- Cart-on-track conveyor
- «Sorting» (em inglês) conveyor
  - Deflector
  - Push diverter
  - Rake puller
  - Moving slat conveyor
  - Pop-up skewed wheels
  - Pop-up belts and chains
  - Pop-up rollers
  - «Tilting» (em inglês) slat conveyor
  - Tilt tray sorter
  - Cross belt sorter
  - Bombardier sorter

#### Veiculos industriais
- Walking
  - Hand truck e hand cart
  - «Pallet jack» (em inglês)
  - Walkie stacker

- Riding
  - Empilhador
  - Platform truck
  - Tractor trailer
  - Empilhadora de contrapeso
  - «Straddle carrier» (em inglês)
  - Mobile yard crane

- Automatizados
  - Automated guided vehicles
    - Carregador de carga unitária
    - Carregador de pequenas cargas 
    - Towing vehicle
    - Assembly vehicle
    - Storage / retrieval vehicle

  - Automated electrified monorail
  - Sorting transfer vehicle

#### Monocarris,hoistse gruas
- Monocarril
- Elevador
- Gruas
  - «Jib crane» (em inglês)
  - Bridge crane
  - «Gantry crane» (em inglês)
  - «Tower crane» (em inglês)
  - «Stacker crane» (em inglês)

### Equipamento de armazenagem

#### Armazenagem de unidades de carga
- Estantes para armazenagem de unidades de carga
  - Armazenagem por empilhamento
  - Estrutura de armazenamento de paletes
  - Single-deep selective rack
  - Double-deep rack
  - Drive-in rack
  - Drive-thru rack pallet flow rack
  - Push-back rack
  - Estante / prateleira móvel
  - «Cantilever» (em inglês) Rack

- Equipamento para armazenagem de unidades de carga
  - Walking
    - Porta paletes
    - Empilhadora

  - Condutor a bordo
    - Corredores largos
      - Porta paletes motorizado
      - Empilhadora de contrapeso

    - Corredores estreitos
      - Straddle truck
      - Straddle reach truck
      - Sideloader truck
      - Turret truck
      - Hybrid truck

  - Automatizado

#### Equipamento de Armazenagem de Pequenas Cargas
- Operator-to-stock - Equipamento de Armazenagem
  - Bin shelving (bin=caixa, Shelving=colocar em estantes/prateleiras,arquivar - Encaixotamento / Embalamento???)
  - Modular storage drawers in cabinets
  - Carton flow rack
  - Mezanino
  - Armazenagem móvel

- Operator-to-stock - Equipamento de restabelecimento
  - Carro de recolha
  - Carro de recolha de encomendas
  - Person-aboard automated storage / retrieval machine (Máquina de armazenagem automática com operador???)
  - Restabelecimento robótico

- Stock-to-operator
  - Carousels
    - Horizontal carousel
    - Vertical carousel
    - Independent rotating rack

  - Miniload automated storage and retrieval machine (Máquina de armazenagem/restabelecimento automática de pequenas cargas???)
  - Vertical lift module
  - Distribuidor / fornecedor automático

#### Equipamento de identificação e comunicação automática
Ver também: Automação e Automação industrial
- Identificação e reconhecimento automáticos
  - Bar coding
    - Códigos de barras
    - Leitores de códigos de barras

  - Reconhecimento de características ópticas
  - Radio frequency tag
  - Fita magnetica
  - Machine vision

- Automatic, paperless communication
  - Radio frequency data terminal
  - Voice headset
  - Light e computer aids
  - Smart cards